# Serie B 2019-2020 (rugby a 15)
Il campionato di serie B di rugby a 15 2019-2020 è stata la diciassettesima edizione e rappresenta il terzo livello del campionato italiano di rugby. Il torneo fu sospeso e dichiarato non assegnato dalla Federazione Italiana Rugby il 26 marzo 2020 a seguito dell'emergenza dovuta alla pandemia di COVID-19, causa dell'interruzione di tutte le attività sportive in Italia.
Per effetto di tale decisione del consiglio federale della F.I.R. non si procedette né a promozioni né a retrocessioni.

## Regolamento
Il torneo prevedeva la partecipazione di 48 squadre divise in quattro gironi su base territoriale di dodici squadre ciascuno, al termine della stagione regolare la prima classificata di ogni girone è promossa in Serie A, mentre le ultime due classificate dei gironi retrocedono in Serie C1.
Prima dell'inizio della stagione il Civitavecchia ha sostituito in Serie A l'U.R. L’Aquila che a causa di problemi finanziari ha cessato l'attività. Il posto libero non è stato assegnato a nessuno e quindi il girone 2 è ora composto da 11 squadre.

## Squadre partecipanti

### Girone 1
- Amatori&Union
- Bergamo
- Franciacorta
- Amatori Capoterra
- CUS Milano
- Ivrea
- Lecco
- Monferrato
- Piacenza
- Rovato
- Sondrio
- Varese

### Girone 2
- Capitolina A (Roma)
- CUS Siena
- Florentia
- Highlanders Formigine
- Imola
- Jesi '70
- Lions Amaranto (Livorno)
- Livorno
- Modena
- Parma
- Reggio Emilia[3]

### Girone 3
- Bologna
- Brescia
- Castellana
- CUS Ferrara
- CUS Padova
- Mirano
- Mogliano A
- Patavium[4]
- Valsugana A
- Verona A
- Viadana A
- Villorba

### Girone 4
- Villa Pamphili
- Avezzano
- Benevento
- CUS Catania
- Frascati
- Messina
- Partenope
- Paganica
- Primavera
- Ragusa
- Rugby Roma
- US Roma